# タルトゥ

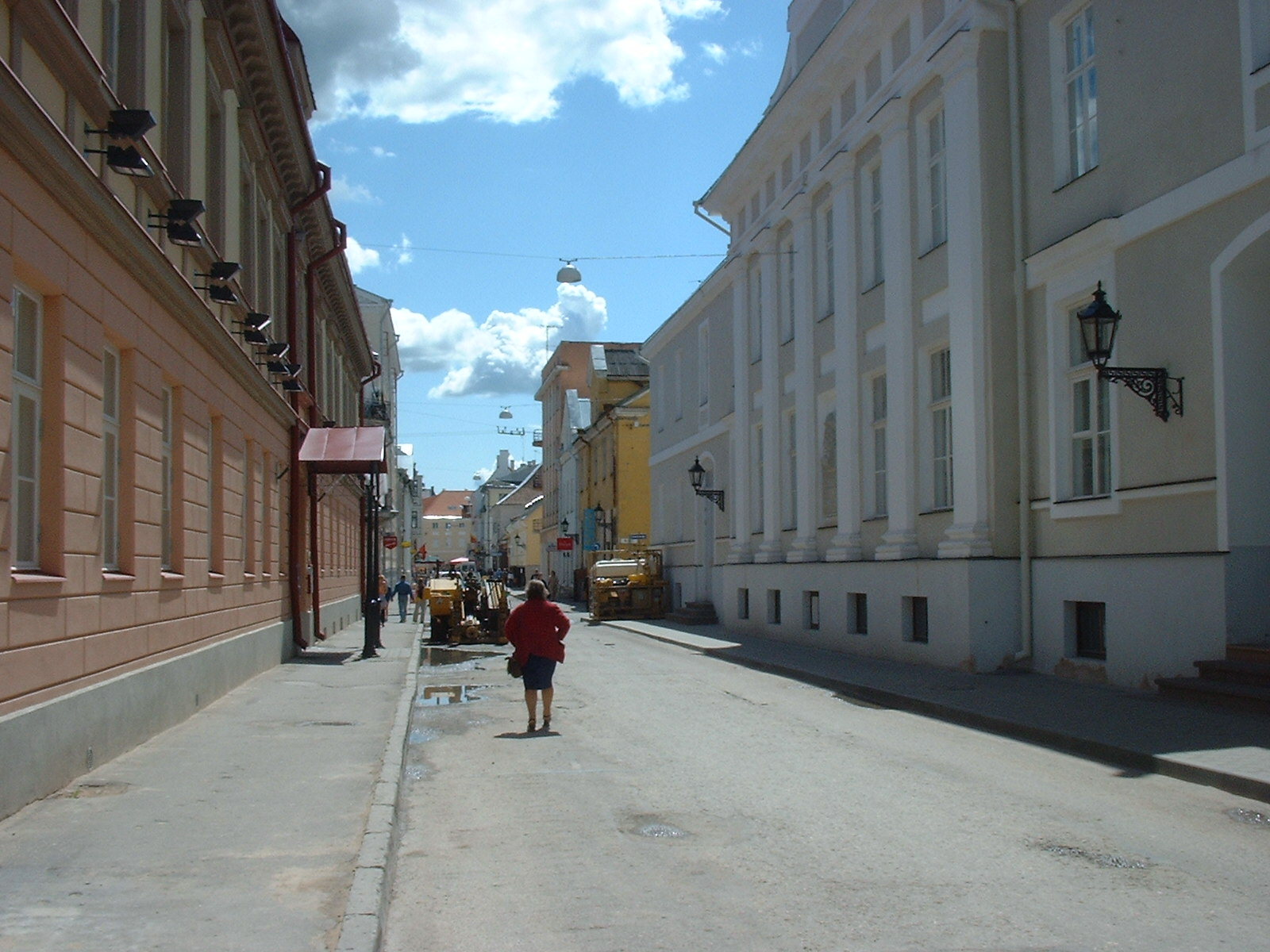
タルトゥの街並

タルトゥ（エストニア語: Tartu、ドイツ語古称 Dorpat：ドルパット、Dörpt：デルプト、 ロシア語古称 Дерпт：デルプト、Юрьев：ユーリエフ、Тарту：タルトゥ）はタルトゥ県に位置するエストニアで2番目に人口の多い都市である。首都のタリンが政治・商業の中心であるのに対して、エストニア最古の大学があるタルトゥはエストニアの学問・文化の中心である。
タリンの南180 kmにあり、南エストニアの中心都市である。

## 歴史
1030年、バルト地方へ進出したキエフ大公・ヤロスラフ1世が軍事拠点を築いた。13世紀、リヴォニア帯剣騎士団の支配下におかれ、1262年、ドミトリー・アレクサンドロヴィチの軍がドイツ騎士団を打ち破り、タルトゥを征服。1280年代には、ハンザ同盟に加盟、ドイツ人中心の都市となった。

### ポーランド・リトアニア共和国時代
リヴォニア戦争でリトアニア大公国、その後はポーランド・リトアニア共和国領となる。

### スウェーデン王国時代
1621年より始まったスウェーデン・ポーランド戦争の結果、スウェーデン王国領になる。この頃、スウェーデン王グスタフ・アドルフによってタルトゥ大学が設置（1632年）され、のちまで多くの研究者を輩出している。

### ロシア帝国時代
1700年より始まった大北方戦争はロシアの勝利で終結し、1721年のニスタット条約によってタルトゥはロシア帝国の統治下に入った。18世紀の大火で町の大半を焼失する。街はバロック建築や新古典主義の建築で再建される。

### 独立・ソ連時代
第一次世界大戦末期にエストニアの臨時政府は独立を宣言するが、まもなくタルトゥを含むエストニアはドイツ軍に占領された。1919年1月にボリシェヴィキによる赤色テロのタルトゥ信用金庫の虐殺が起こった。パリ講和会議において、エストニアは国際社会において法的な独立を認められなかった。1920年、対ソ干渉戦争に苦しんでいたソビエト連邦とタルトゥ条約を結び、初の法的独立を承認させた。
1939年、独ソ不可侵条約のあとソ連に占領される。第二次世界大戦中、ソ連に対する独立戦争で街は破壊される。戦後、郊外に作られたソ連軍の空軍基地のためにタルトゥは外国人立ち入り禁止の都市となった。

### 独立
1991年の独立回復以降は、旧市街地の再建が進んでいる。

## 気候
湿潤大陸性気候
| タルトゥの気候                                                   | タルトゥの気候 | タルトゥの気候 | タルトゥの気候 | タルトゥの気候 | タルトゥの気候 | タルトゥの気候 | タルトゥの気候 | タルトゥの気候 | タルトゥの気候 | タルトゥの気候 | タルトゥの気候 | タルトゥの気候 | タルトゥの気候 |
| 月                                                               | 1月            | 2月            | 3月            | 4月            | 5月            | 6月            | 7月            | 8月            | 9月            | 10月           | 11月           | 12月           | 年             |
| ---------------------------------------------------------------- | -------------- | -------------- | -------------- | -------------- | -------------- | -------------- | -------------- | -------------- | -------------- | -------------- | -------------- | -------------- | -------------- |
| 最高気温記録 °C （°F）                                           | 7.7 (45.9)     | 10.9 (51.6)    | 17.7 (63.9)    | 24.7 (76.5)    | 29.0 (84.2)    | 31.2 (88.2)    | 34.0 (93.2)    | 33.7 (92.7)    | 28.6 (83.5)    | 21.4 (70.5)    | 13.6 (56.5)    | 8.4 (47.1)     | 34.0 (93.2)    |
| 平均最高気温 °C （°F）                                           | −4.2 (24.4)    | −3.3 (26.1)    | 1.6 (34.9)     | 9.2 (48.6)     | 16.7 (62.1)    | 20.5 (68.9)    | 21.9 (71.4)    | 20.5 (68.9)    | 15.1 (59.2)    | 9.1 (48.4)     | 2.6 (36.7)     | −1.7 (28.9)    | 9.0 (48.2)     |
| 平均最低気温 °C （°F）                                           | −10.5 (13.1)   | −10.2 (13.6)   | −6.2 (20.8)    | −0.3 (31.5)    | 5.2 (41.4)     | 9.1 (48.4)     | 11.1 (52)      | 10.5 (50.9)    | 6.5 (43.7)     | 2.5 (36.5)     | −2.2 (28)      | −7.3 (18.9)    | 0.6 (33.1)     |
| 最低気温記録 °C （°F）                                           | −37.5 (−35.5)  | −36.0 (−32.8)  | −29.6 (−21.3)  | −19.8 (−3.6)   | −7.2 (19)      | −2.2 (28)      | 2.7 (36.9)     | 1.7 (35.1)     | −6.6 (20.1)    | −11.1 (12)     | −21.2 (−6.2)   | −38.6 (−37.5)  | −38.6 (−37.5)  |
| 降水量 mm （inch）                                               | 29 (1.14)      | 23 (0.91)      | 26 (1.02)      | 33 (1.3)       | 53 (2.09)      | 60 (2.36)      | 71 (2.8)       | 86 (3.39)      | 64 (2.52)      | 52 (2.05)      | 48 (1.89)      | 40 (1.57)      | 585 (23.03)    |
| 出典：Estonian Institute of Meteorology and Hydrology 2007-11-09 |                |                |                |                |                |                |                |                |                |                |                |                |                |

## 姉妹都市
- タンペレ、フィンランド
- バールム、ノルウェー
- デーフェンテル、オランダ
- フェラーラ、イタリア
- フレデリクスボー、デンマーク
- ハフナルフィヨルズゥル、アイスランド
- ハメーンリンナ、フィンランド
- カウナス、リトアニア
- リューネブルク、ドイツ
- プスコフ、ロシア
- リガ、ラトヴィア
- セインズベリー、アメリカ
- トゥルク、フィンランド
- ウプサラ、スウェーデン
- ヴェスプレーム、ハンガリー
- ズトフェン、オランダ

## ギャラリー

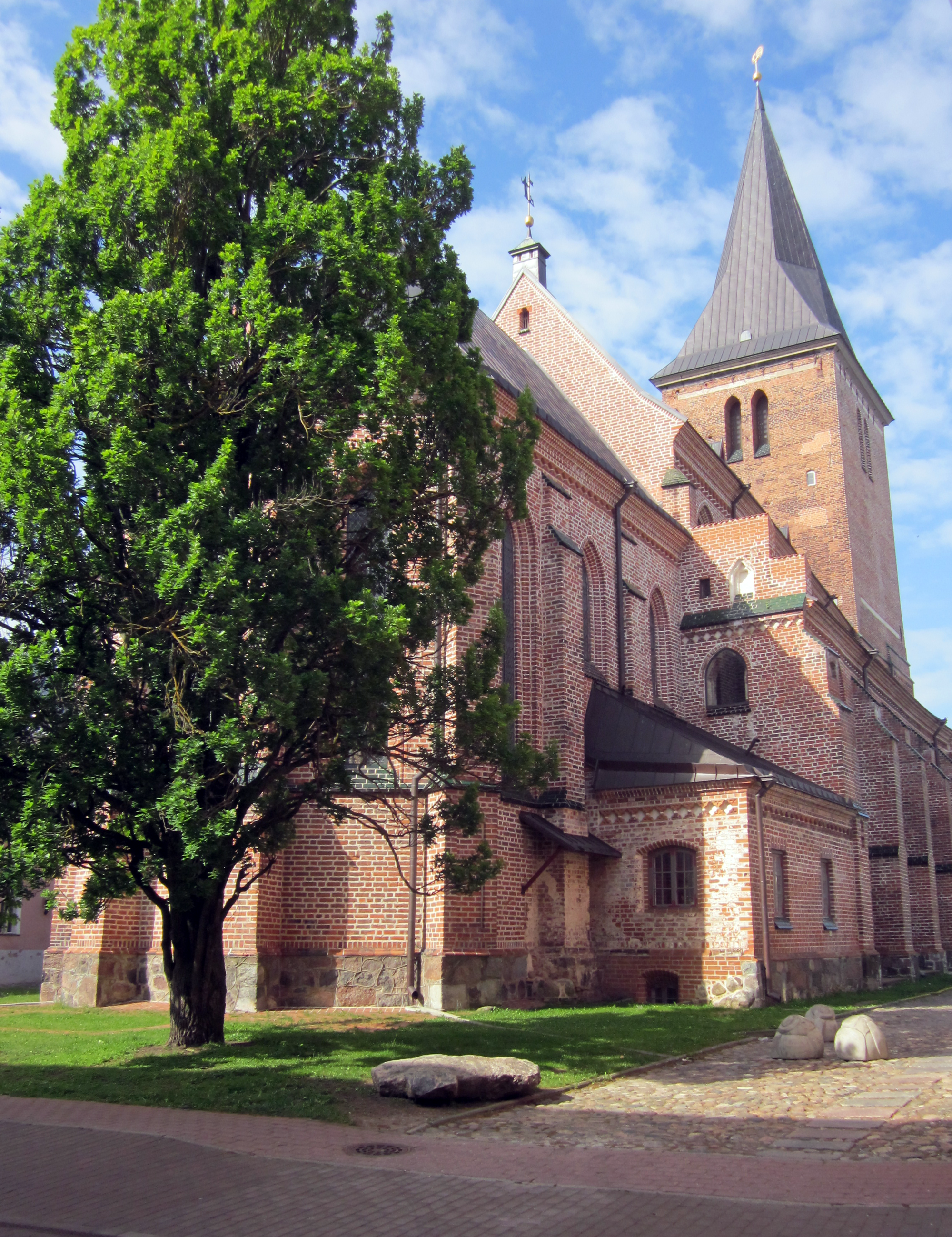
聖ヨハネ教会
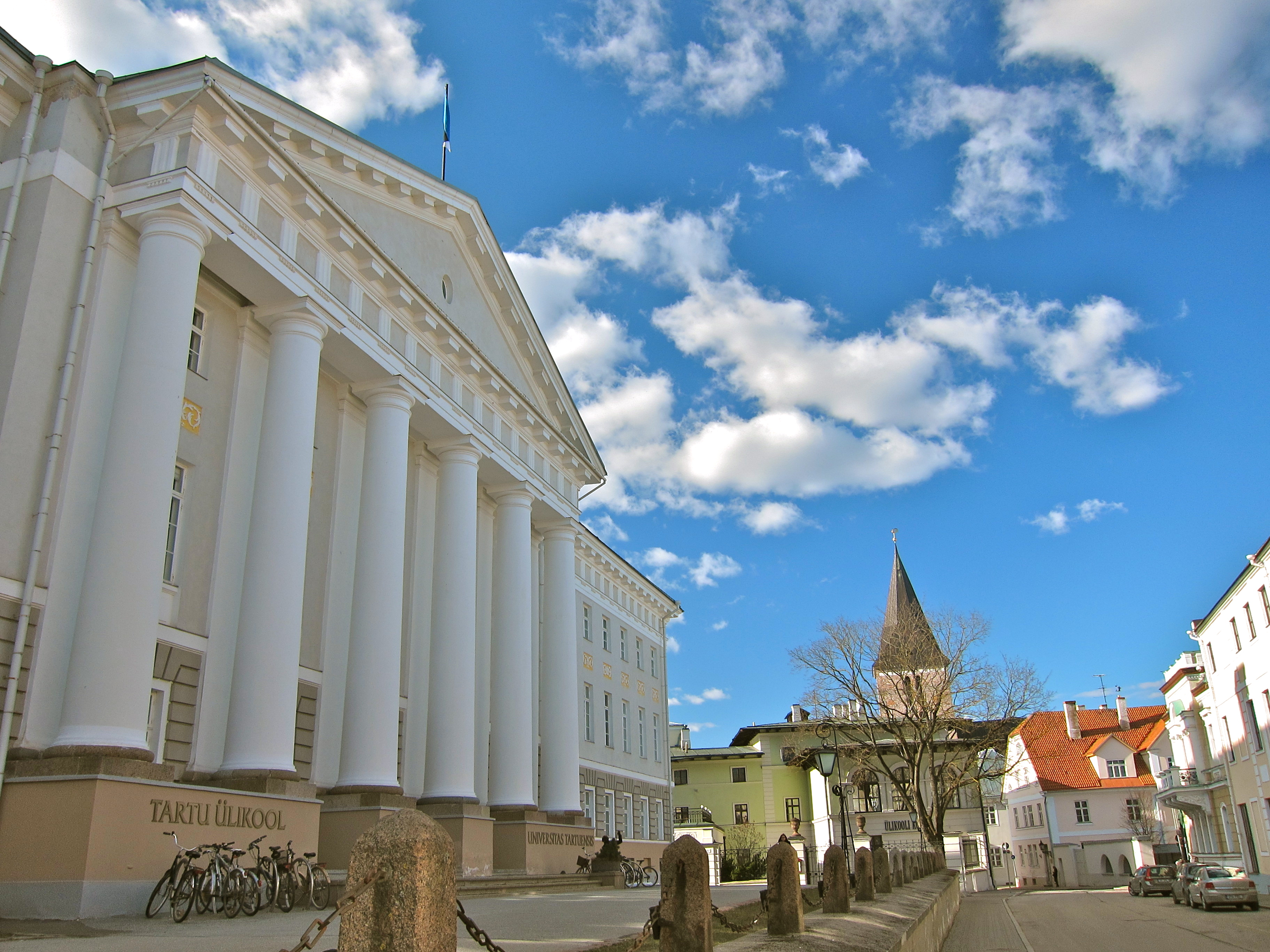
タルトゥ大学本館
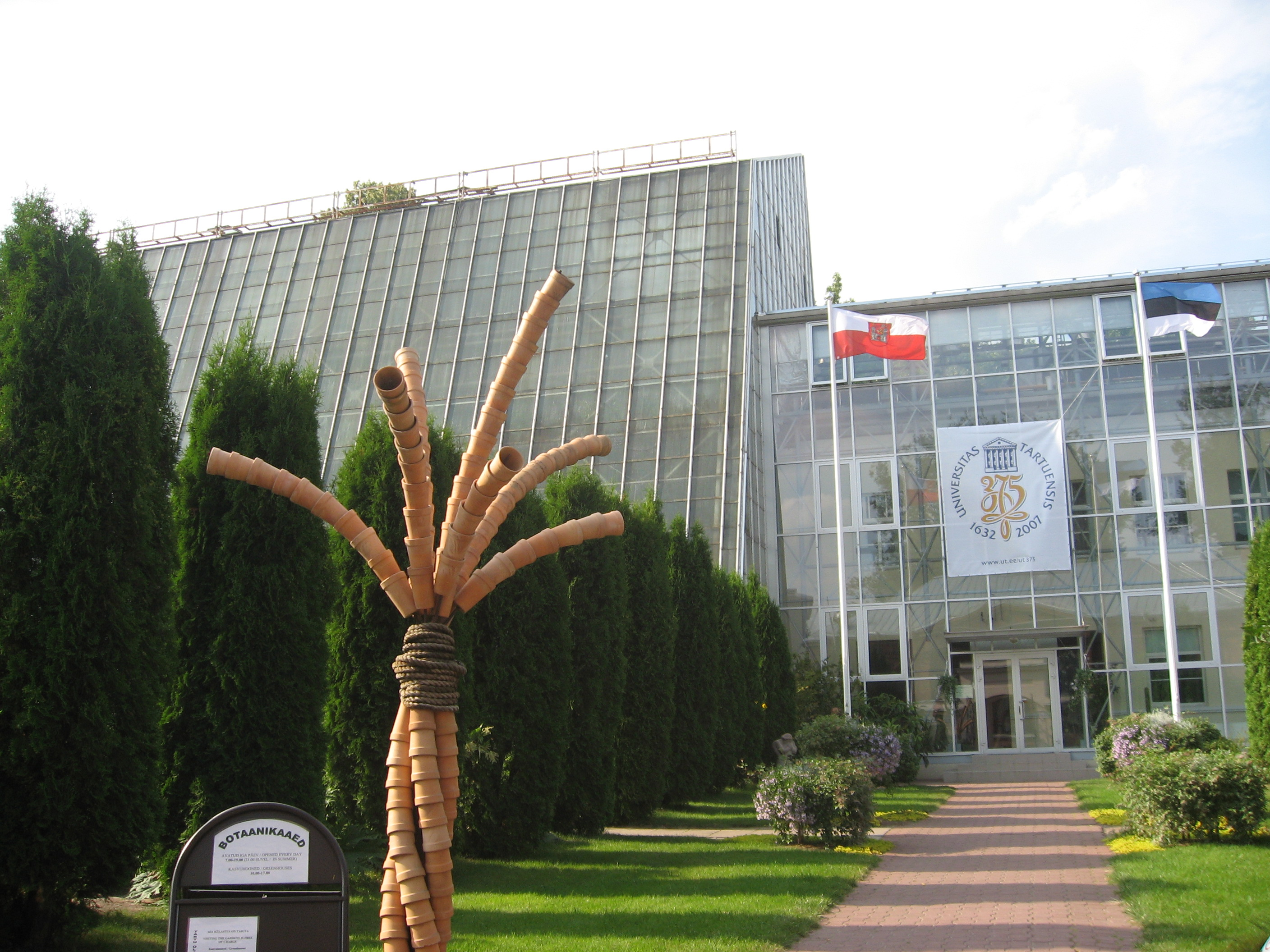
タルトゥ植物園大学
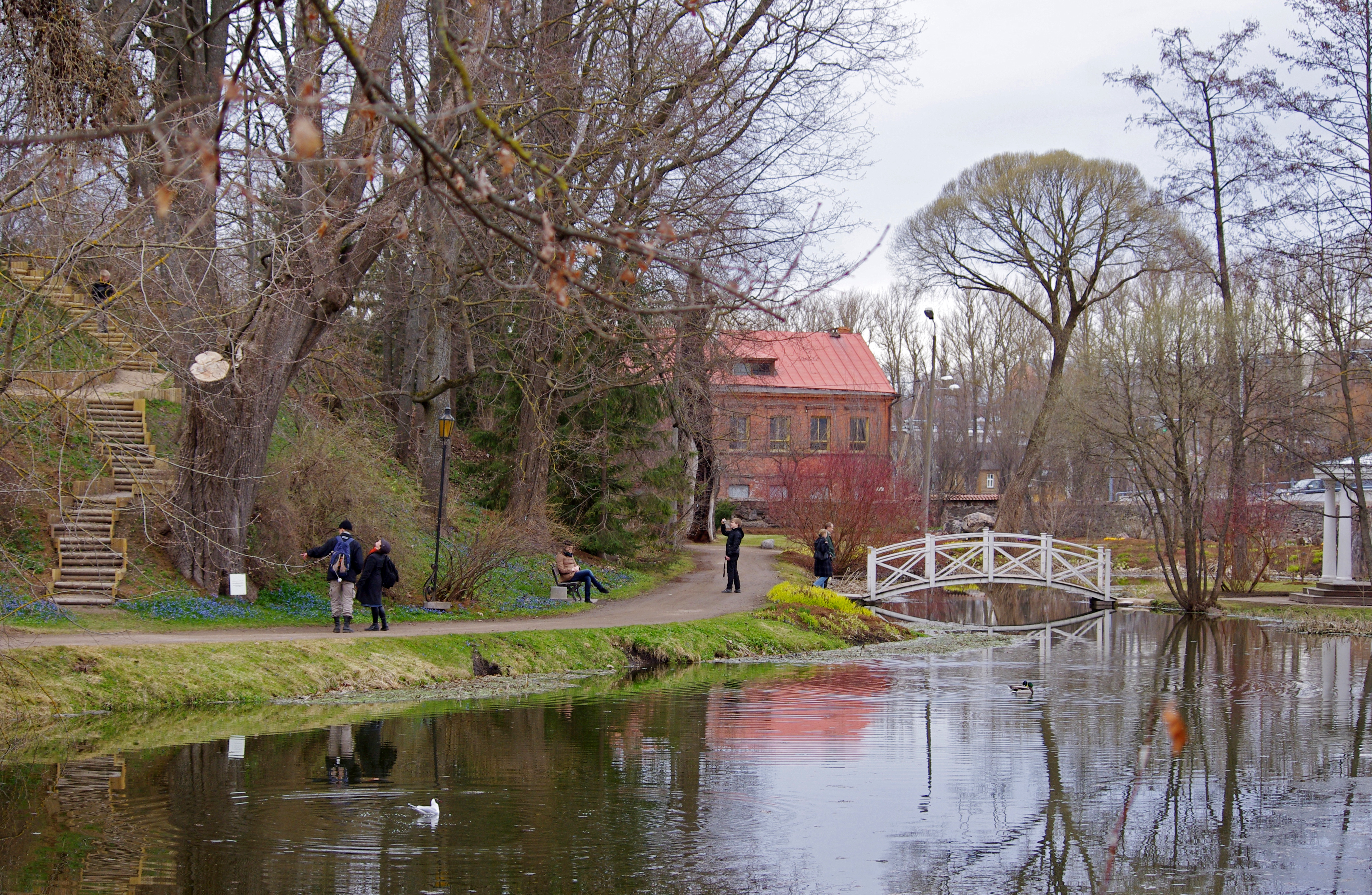
植物園
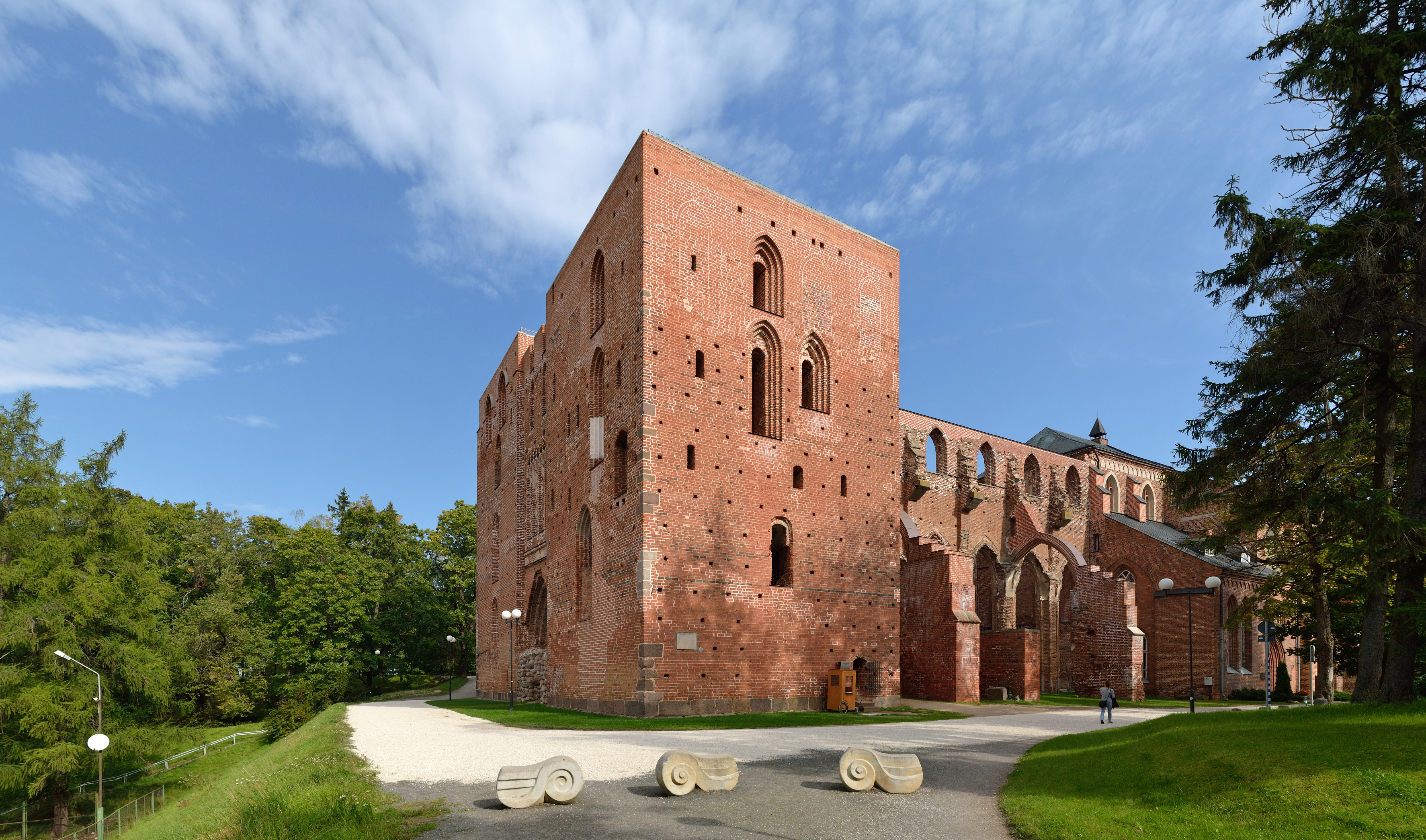
大聖堂の遺跡とタルトゥ大学博物館
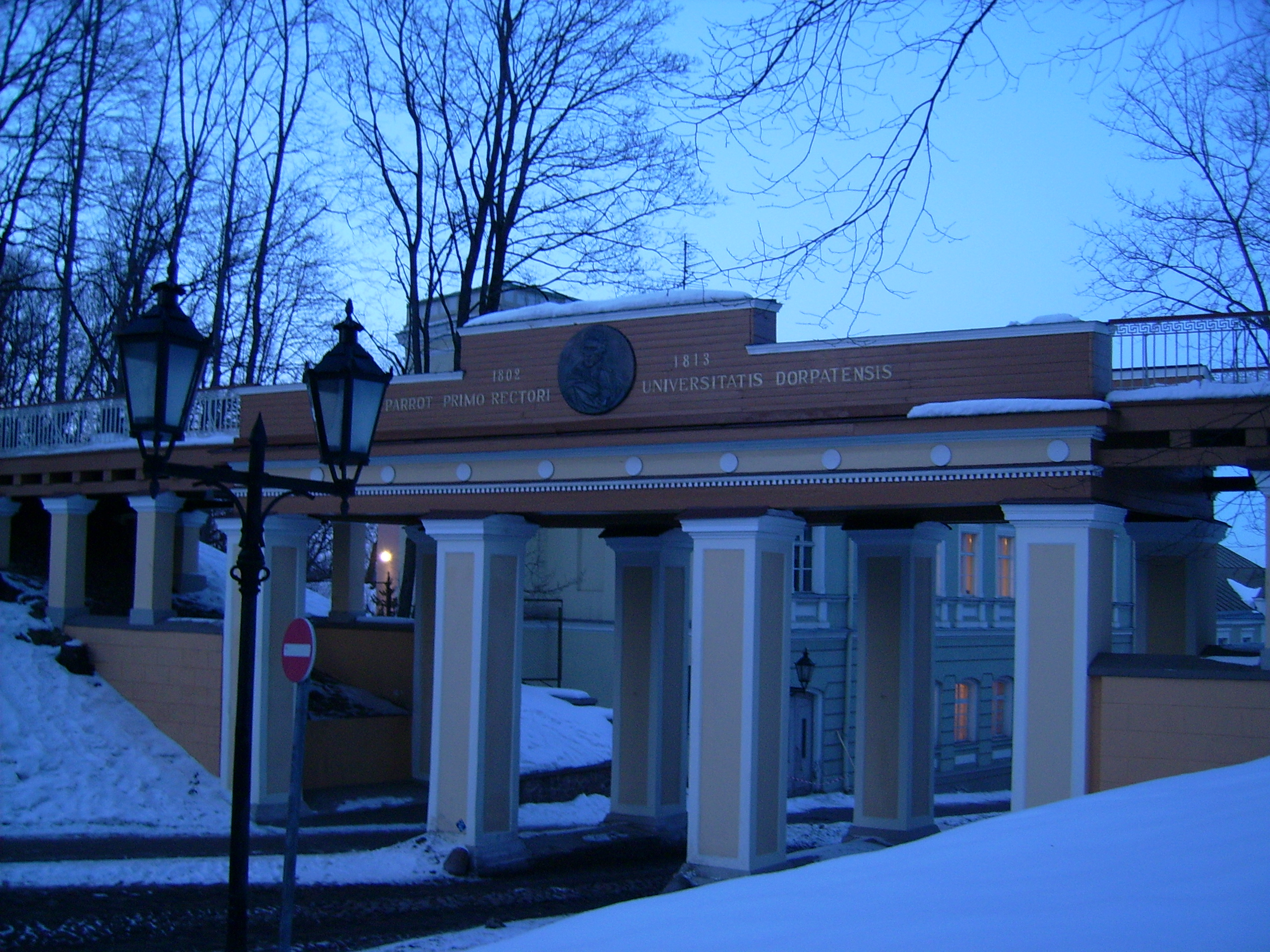
冬の夕暮れの天使の橋
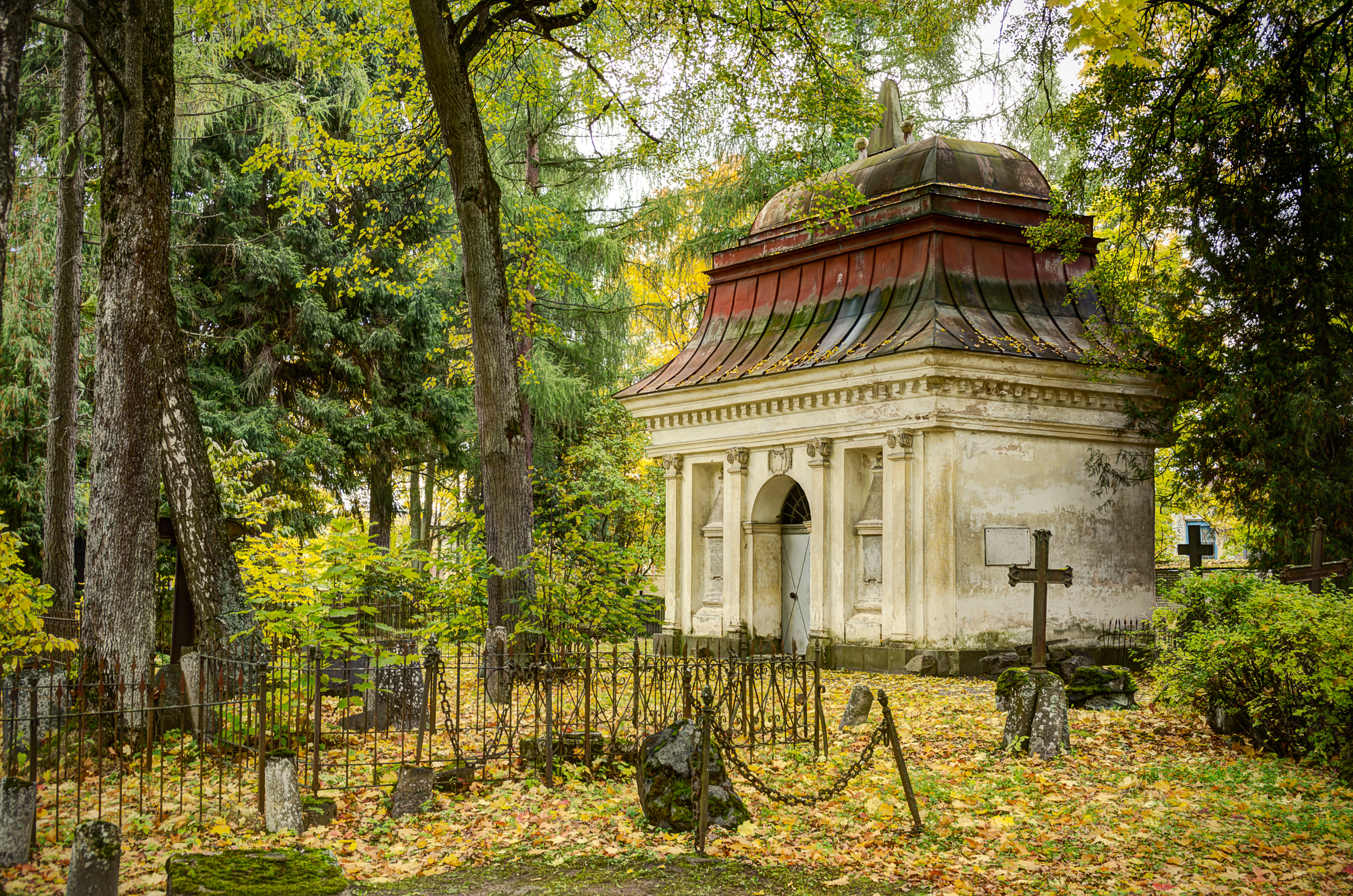
1794年築の礼拝堂
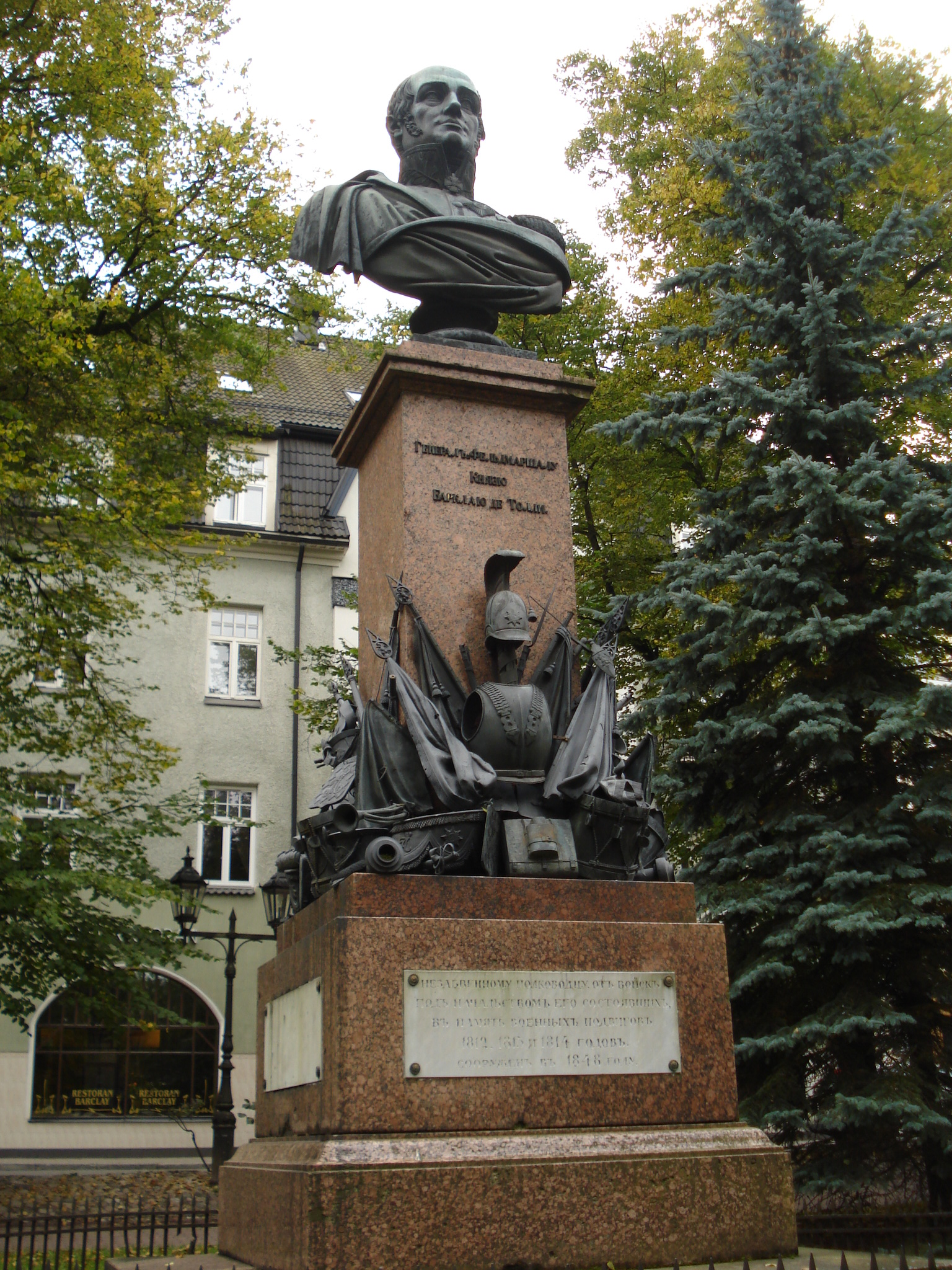
バークレイ・ド・トリーの記念碑
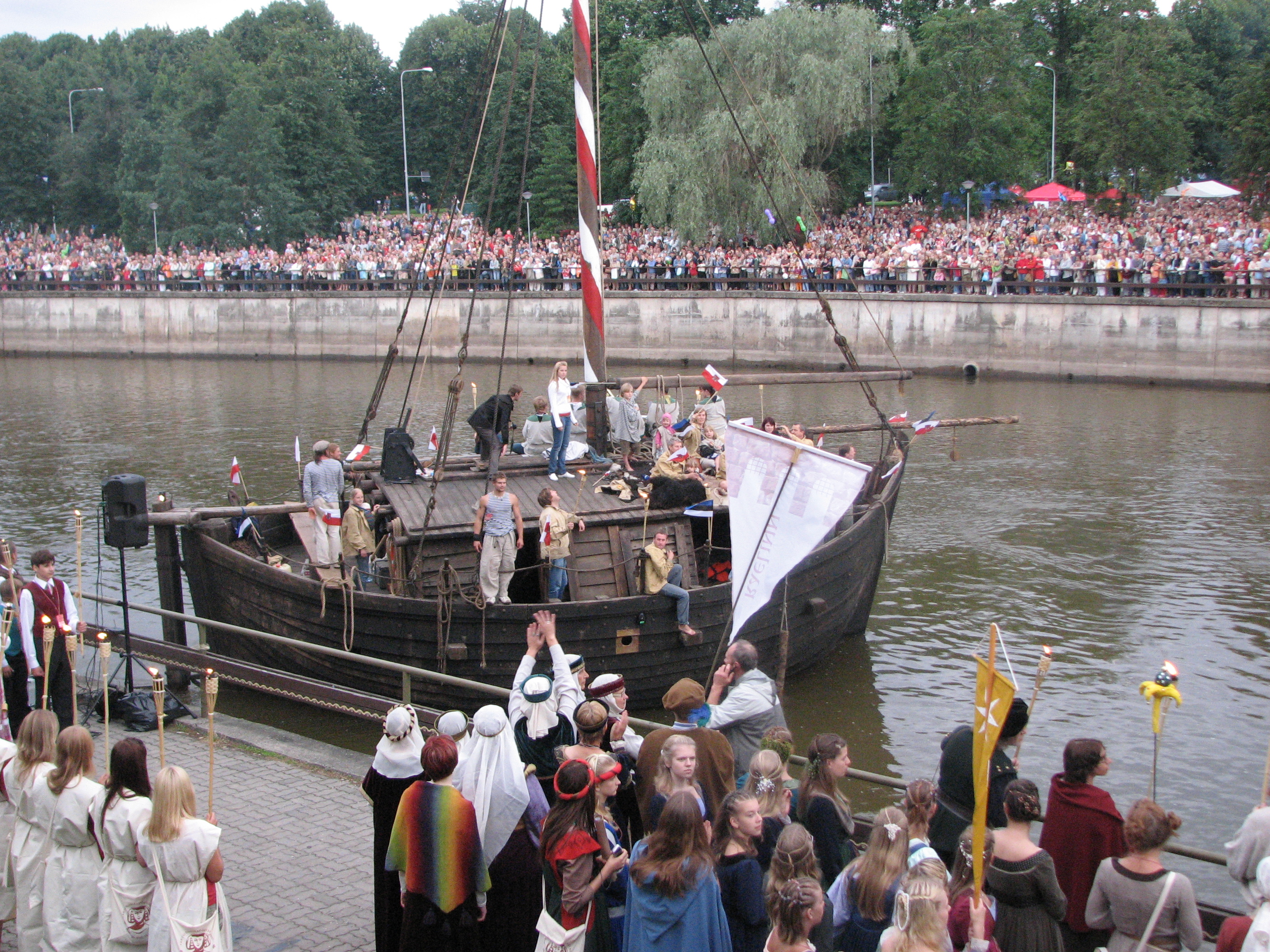
ハンザ同盟の日のお祝い
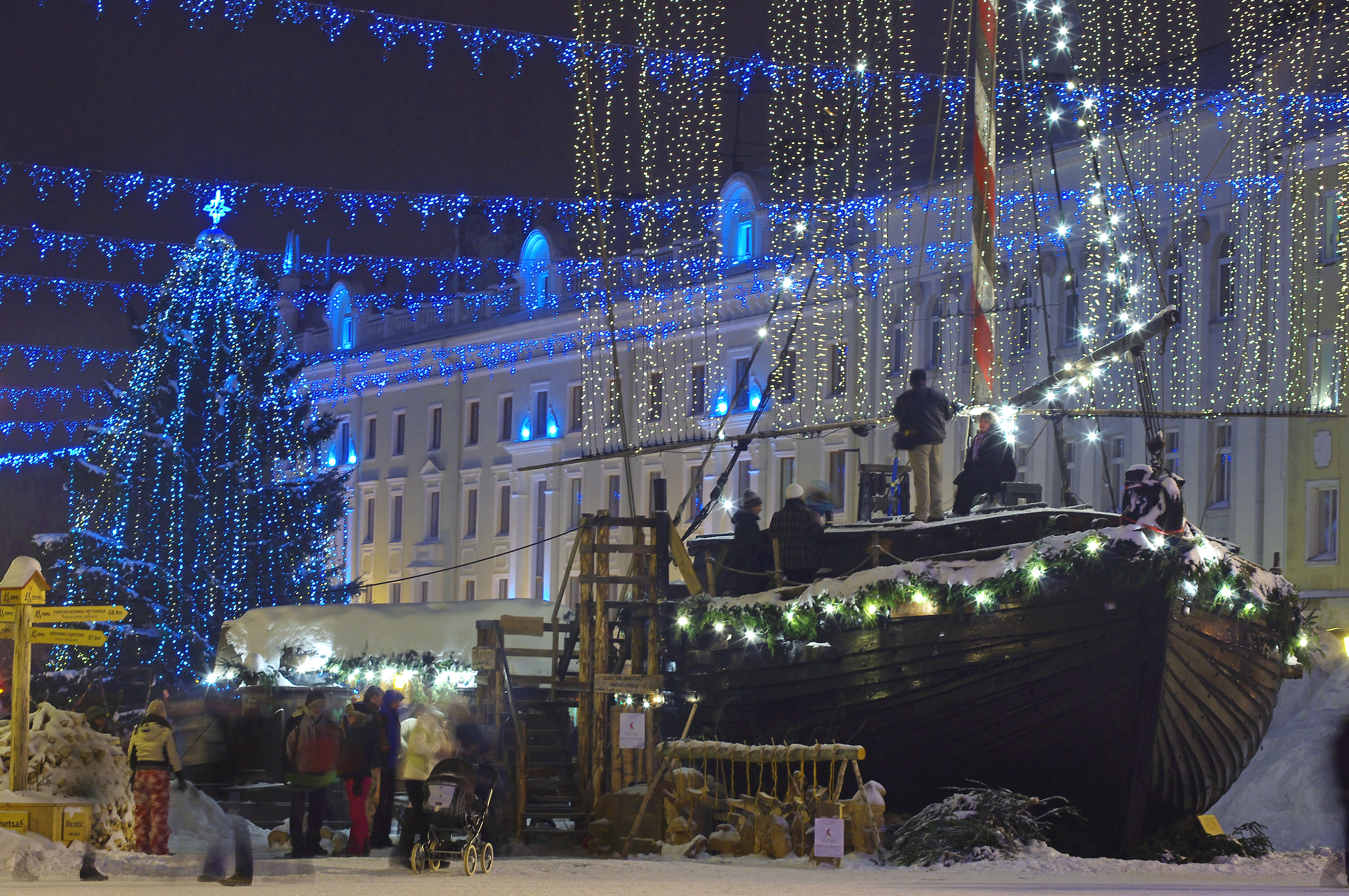
市役所広場に展示されている艀船
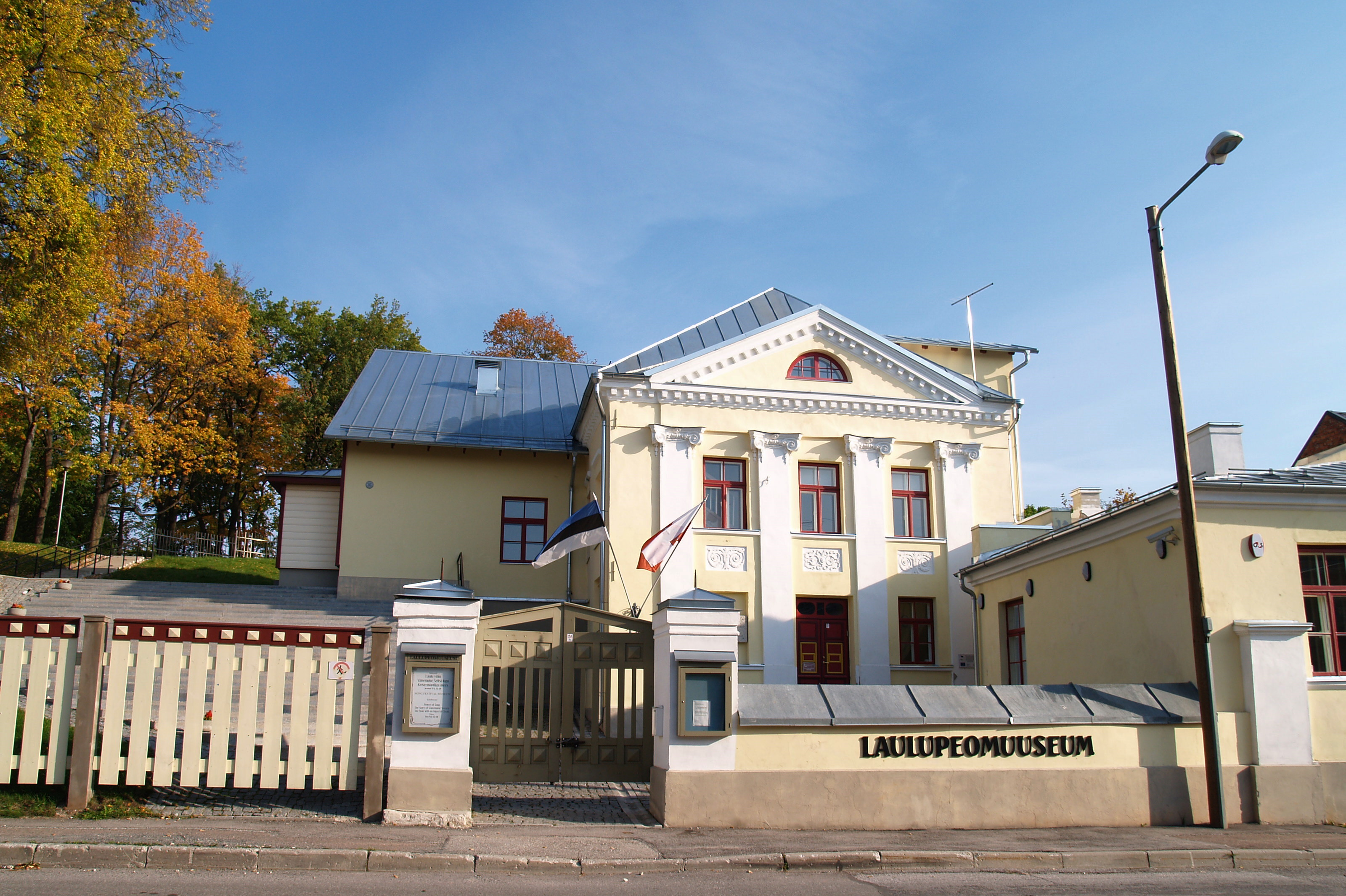
全国歌謡祭博物館
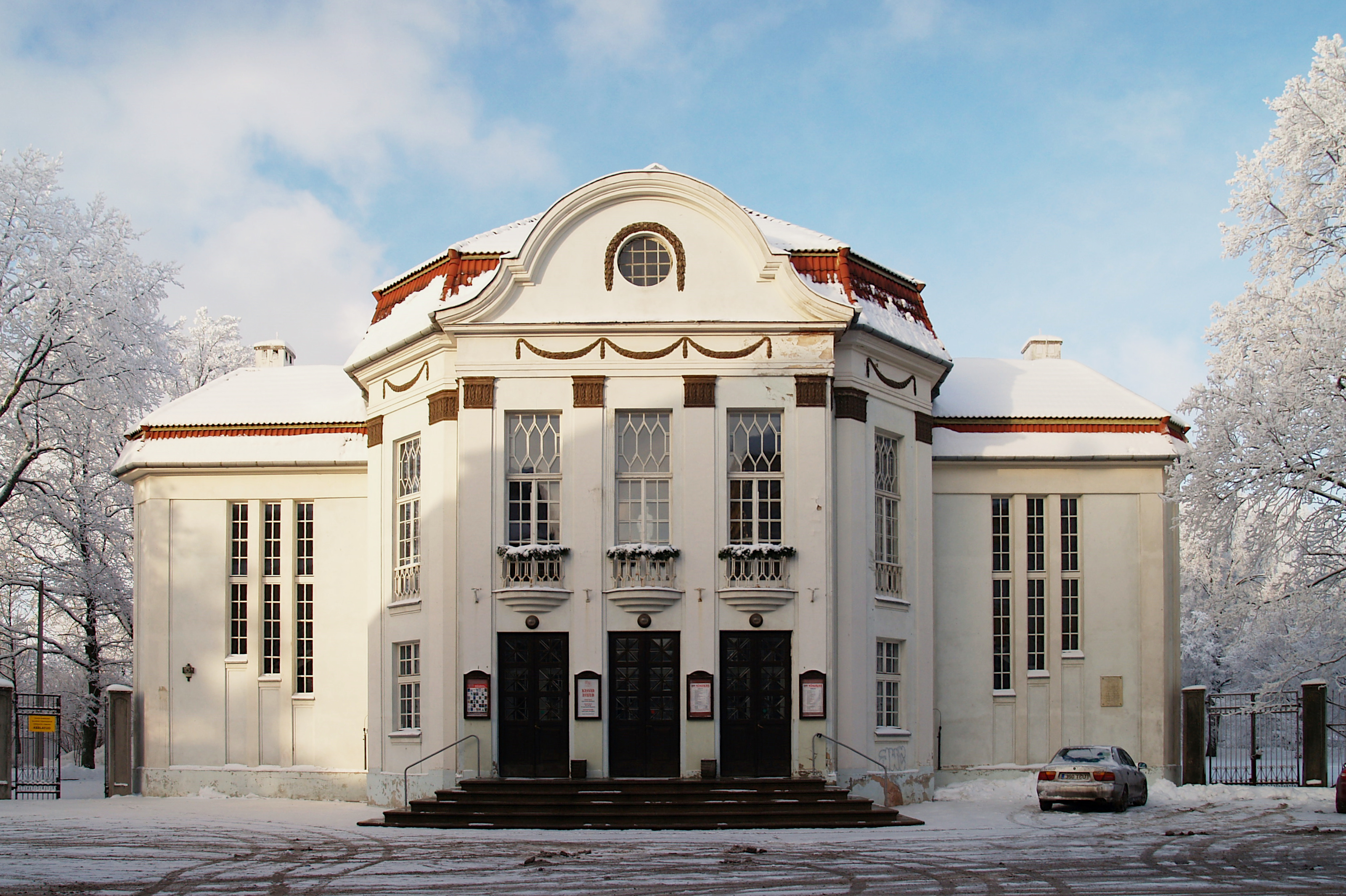
Vanemuine劇場の"小さな家"